# Ismail Rabee
Ismail Rabee Juma (tiếng Ả Rập: اسماعيل ربيع جمعة; sinh ngày 11 tháng 1 năm 1983) là một cầu thủ bóng đá người Các Tiểu vương quốc Ả Rập Thống nhất thi đấu cho Emirates Club, thi đấu tại Cúp bóng đá châu Á 2007.